# Media for revenue
Bei Media-for-Revenue-Vereinbarungen stellt gewöhnlich ein Werbevermarkter einem Unternehmen Werbeflächen gegen eine Umsatzbeteiligung zur Verfügung. Es ist ein Geschäftsmodell, das in der Regel Unternehmen ermöglicht, hohe Aufmerksamkeit über Fernsehwerbung zu erhalten und dafür dem werbenden Medienunternehmen eine Beteiligung am Umsatz anzubieten. Dieses Werbemodell ist besonders für Unternehmen gedacht, die ein hohes Wachstumspotenzial in ihrem Produkt sehen, aber nicht über ausreichende Mittel für die Bewerbung der Produkte in Werbekampagnen verfügen.
Wenn dieses Geschäftsmodell realisiert wird, kann es im Erfolgsfall eine Win-Win-Situation für das Medienunternehmen und den Werbetreibenden  darstellen. Mit einem überschaubaren Einsatz kann ein Vielfaches an Werbeleistungen erzielt werden, was neue Umsatzpotenziale erschließt, aber auch die Marke festigt und damit den Unternehmenswert erheblich steigert.